# Mittelwerk
A Mittelwerk (palavra alemã para "Trabalhos Centrais"), foi uma fábrica da Segunda Guerra Mundial que usava trabalho escravo dos prisioneiros do campo de concentração Mittelbau-Dora. Era composto por 2 túneis paralelos principais (1,6 km cada) em Kohnstein. Esta base tinha mais de 11 km no seu total subterrâneos. Esta fábrica subterrânea foi responsável pela produção dos mísseis guiados V-2, as bombas voadores V-1 e outras armas.

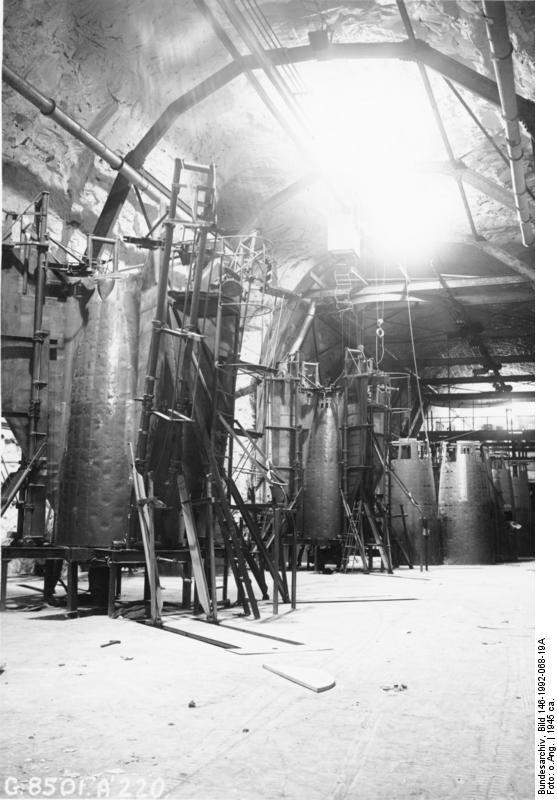
Uma das áreas de produção em Mittelwerk.

## Mittelwerk GmbH
Na noite de 17/18 de agosto de 1943, os bombardeiros da RAF realizaram a Operação Hydra contra o Centro de Pesquisa do Exército de Peenemünde, onde o desenvolvimento e a produção do V-2 estavam sendo realizados.
Em 19 de outubro de 1943, a companhia limitada alemã Mittelwerk GmbH recebeu o Contrato de Guerra nº 0011-5565/43 do General Emil Leeb, chefe do Escritório de Armas do Exército, para 12.000 mísseis A-4 a 40.000 Reichsmarks cada.
A Mittelwerk GmbH também dirigiu locais para desenvolvimento e teste de foguetes V-2 em Schlier (Projeto Zement) e Lehesten. A partir de maio de 1944, Georg Rickhey era o gerente geral da Mittelwerk, Albin Sawatzki era o diretor técnico da Mittelwerk sobre a Divisão Técnica de Arthur Rudolph (com o deputado Karl Seidenstuecker) e os 50 engenheiros de Hans Lindenberg de o grupo de controle de qualidade localizado em Ilfeld. Outros engenheiros da Mittelwerk/Ilfield incluíram Magnus von Braun na produção de turbobombas, Guenther Haukohl que supervisionou a produção do V-2 depois de ajudar a projetar a linha de montagem, Eric Ball (linha de montagem), Hans Fridrich, Hans Palaoro e Rudolph Schlidt. A instalação tinha uma equipe de comunicações sob o comando do Capitão Dr. Kühle, uma Divisão Administrativa dirigida por Börner sob o comando do membro do conselho da Mittelwerk, Otto Karl Bersch, e um escritório de Suprimento de Trabalho para Prisioneiros (Brozsat). Hannelore Bannasch era a secretária de Sawatzki. Wernher von Braun, que estava envolvido no planejamento da instalação, inicialmente permaneceu em Peenemunde, mas era responsável pelo controle de qualidade no Mittelwerk. Ele trabalhou em estreita colaboração com Sawatski e Rudolph e, segundo ele mesmo, visitou o Mittelwerk "10 ou 15 vezes", incluindo uma estadia prolongada durante o período infernal de construção no outono de 1943.

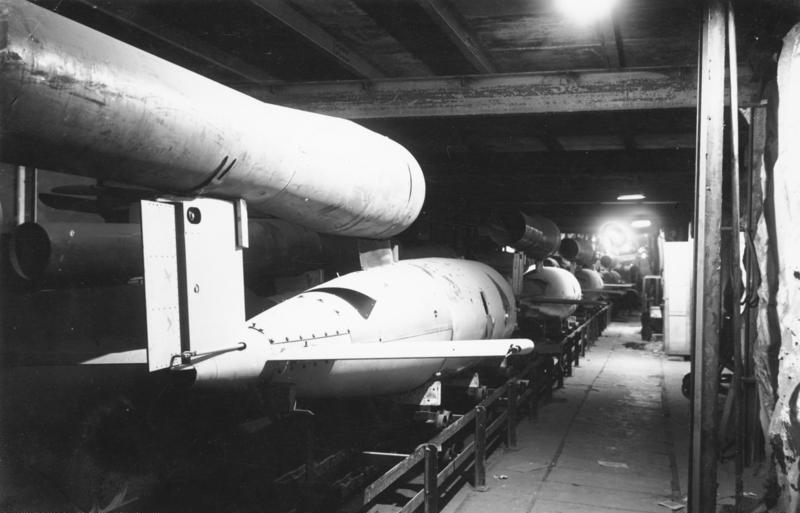
Linha de montagem de mísseis de cruzeiro V-1 na instalação subterrânea Mittelwerk II.

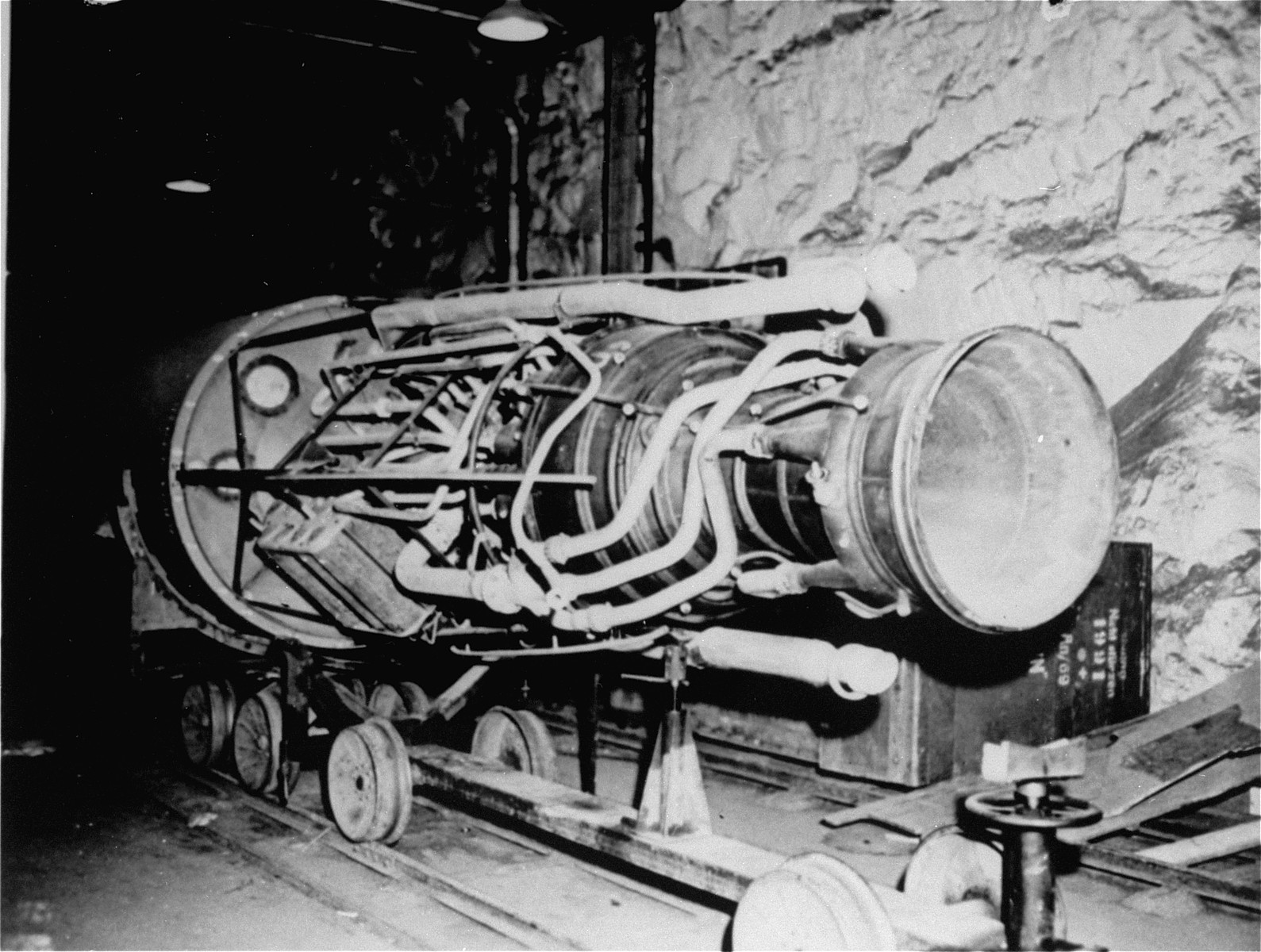
Arma V-2 em Mittelwerk após a libertação.

## Outros projetos
Em julho de 1944, Hans Kammler ordenou que a North Works (Nordwerke) usasse os túneis transversais 1–20 para uma fábrica de motores a jato e pistão Junkers, deixando os túneis transversais 21–46 para a Mittelwerk GmbH. Durante fevereiro-abril de 1945, a fábrica de Nordhausen construiu mísseis antiaéreos Taifun e caças a jato Heinkel He 162 e colocou em operação uma fábrica de oxigênio líquido. A usina era o projeto Eber e usava equipamentos evacuados do bunker de Watten e de outros lugares para construir geradores de oxigênio líquido Heylandt; os 15 geradores estavam quase completos quando o local foi capturado. O Mittelwerk também continha equipamentos para a produção de combustível para aviação, e em um programa de descentralização de emergência em 1944 (chamado Geilenbergprogramm em homenagem a Edmund Geilenberg) iniciou o projeto "Cuckoo", uma usina de petróleo subterrânea a ser "esculpida em Himmelsburg" ao norte do Mittelwerk. No início de fevereiro de 1945, Wernher von Braun e sua equipe se mudaram de Peenemunde para Bleicherode, onde, sob as ordens de Hans Kammler, ele era responsável pela produção de armas em vários locais subterrâneos, alguns operacionais e outros ainda na prancheta. A maioria nunca foi concluída. Por exemplo, os planos para fábricas de foguetes V-2 (o Southern Works perto de Friedrichshafen e o Eastern Works perto de Riga) nunca foram cumpridos.:300
A montagem da bomba voadora V-1 começou em outubro/novembro de 1944 na extremidade sul do túnel A. No final de janeiro de 1945, 51 V-1 foram enviados de uma fábrica dispersa da Fieseler na Alta Baviera (codinome Cham) para a fábrica de Nordhausen para conclusão. Depois que uma segunda fábrica V-1 em Burg foi fechada, a Mittelwerk Werk II em fevereiro de 1945 foi a única fábrica produzindo bombas voadoras V-1, e um total de 2.275 V-1 foram construídos pela Werk II de setembro de 1944 até abril de 1945.
Embora há muito se especule sobre outras armas "exóticas" sendo construídas ou armazenadas em Mittelwerk, as evidências disso são escassas. Por exemplo, Richard Overy observa em The Bombing War - Europe 1939-1945 (2013): "Há algumas evidências de que pequenas bombas esféricas contendo resíduos radioativos foram armazenadas nas fábricas de Mittelbau-Dora [...], mas não são conclusivas .":123

## Evacuação
No final de fevereiro de 1945, os Chefes de Estado-Maior Aliados discutiram uma proposta de ataque à fábrica de Nordhausen com uma mistura altamente inflamável de sabão de petróleo:188 que havia sido usada no teatro do Pacífico para penetrar profundamente em pontos fortes enterrados e açoitá-los com calor intenso. A área foi atacada com bombas convencionais pelo RAF Bomber Command em 3 e 4 de abril. O que se acreditava serem quartéis foram atacados em 3 de abril, mas na verdade continham trabalhadores forçados. O ataque de 4 de abril atingiu o quartel e a cidade de Nordhausen. O trabalho forçado de Mittelbau-Dora foi evacuado em 4 de abril, e os cientistas evacuados para o Alpenfestung (Inglês: Alpine Fortress). Hitler havia feito uma ordem, o "Decreto de Demolições no Território do Reich", que ordenava a destruição de qualquer infraestrutura que pudesse ser útil aos Aliados, mas foi deliberadamente ignorada por Speer e a fábrica de Nordhausen foi evacuada sem danos.

## Consequências
A Missão foi informada de que Nordhausen era uma grande fábrica subterrânea e que eles conheceriam métodos de produção extraordinários, mas não tinham ideia de que seriam confrontados com tal empreendimento. A reação da Missão a esta visita... foi de extrema repulsa e repulsa. Esta fábrica é o epítome da produção megalômana, eficiência robótica e de layout. Tudo foi impiedosamente executado com total desrespeito por considerações humanitárias. O registro de Nordhausen não é nada invejável, e fomos informados de que 250 trabalhadores escravos morriam todos os dias devido ao excesso de trabalho e à desnutrição. Alguns membros da Missão visitaram um acampamento de trabalhadores escravos, conversaram com um médico holandês que havia estado lá durante a guerra e viram muitos dos internos miseráveis, que estavam em estado lamentável, embora recebessem todos os cuidados médicos agora. Eles também viram macas fortemente encharcadas de sangue, uma sala em que havia uma laje na qual os corpos eram drenados de sangue e os incineradores nos quais os corpos eram queimados. Todos esses são fatos que precisam ser vistos para serem totalmente apreciados. Este lugar terrível e diabólico agora passou para as mãos dos russos e esperamos sinceramente que nossos aliados lidem com isso de maneira apropriada e adequada.

Relatório de inspeção do local de 19 de junho de 1945.
Tendo sido avisado para "esperar algo um pouco incomum na área de Nordhausen", e depois de entrar anteriormente na fábrica de Nordhausen pelo norte através do Junkers Nordwerke, a 3ª Divisão Blindada dos EUA e a 104ª Divisões de Infantaria chegaram à cidade de Nordhausen em 11 de abril de 1945 e descobriram os mortos e doentes do Boelcke Kaserne:264 quartéis.
As baixas causadas pelo míssil V-2 são estimadas em 2.541 mortos e 5.923 feridos. Em contraste, das cerca de 60.000 pessoas que passaram por Mittelbau-Dora e seus subcampos, cerca de 20.000 morreram no campo ou em locais para onde foram posteriormente transportadas: 350 foram enforcadas (incluindo 200 por sabotagem),:72–74 muitos outros morreram de exaustão, frio, desnutrição ou doença. Alguns foram assassinados por guardas. O total também inclui 1.300 a 1.500 prisioneiros mortos por bombas britânicas no início de abril.

### Missão Especial V-2
Em 22 de maio de 1945, a Missão Especial V-2 do Exército dos EUA despachou o primeiro trem carregado de peças de foguetes para uso em projetos como a Operação Sandy, a Operação Blossom e, no Campo de Provas de White Sands, o projeto Hermes. A área de Nordhausen se tornaria parte da zona de ocupação soviética, e os oficiais do Exército Soviético chegaram para visitar a fábrica de Nordhausen em 26 de maio de 1945.

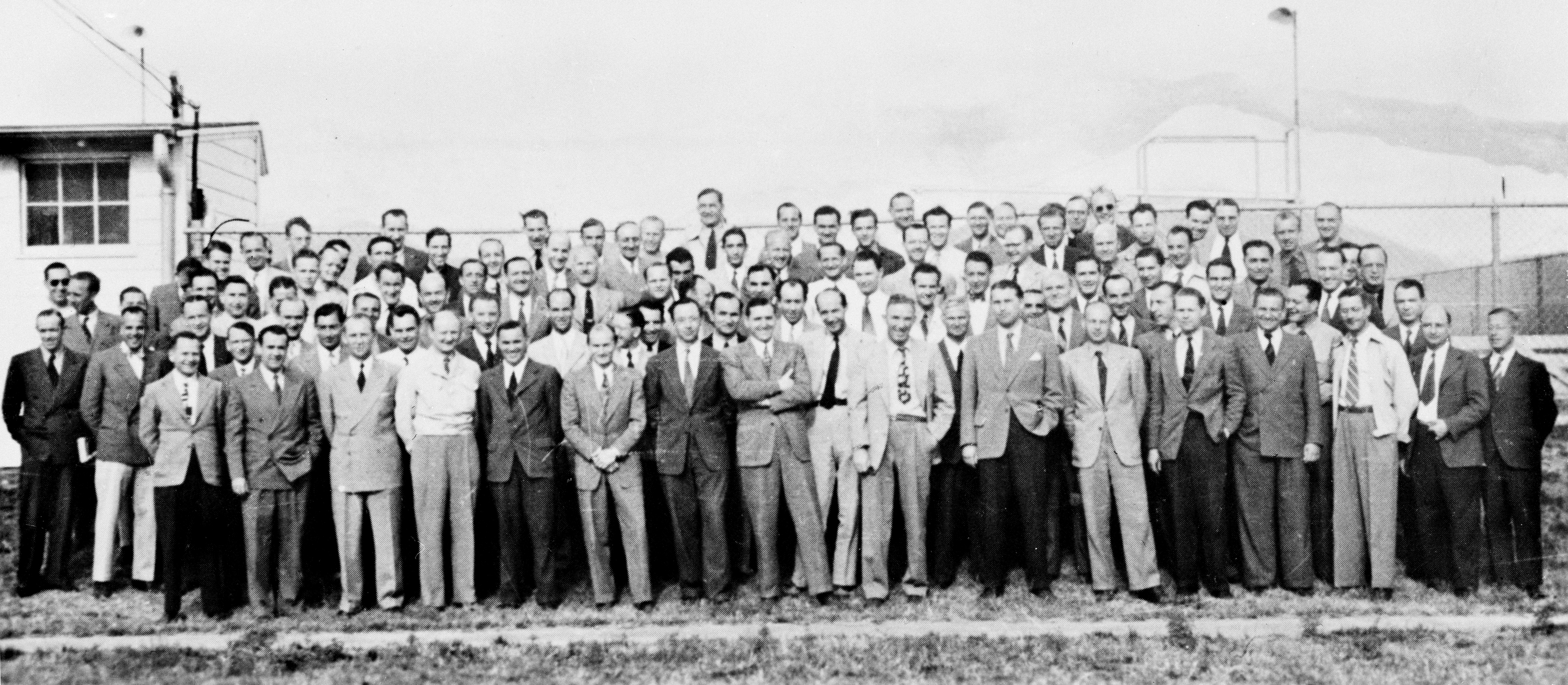
Alguns desses cientistas da Operação Paperclip
estiveram no Mittelwerk.

Em junho de 1945, o Exército dos EUA deixou a fábrica de Nordhausen conforme exigido pela Diretiva JCS 1067/14, com peças, máquinas-ferramentas e documentos (incluindo projetos para o projeto do míssil intercontinental A-9/A-10) deixados para os soviéticos. O Exército Vermelho ocupou o Mittelwerk em 5 de julho de 1945 e demoliu ambas as entradas do sistema de túneis em meados de 1948.

### O julgamento dos crimes de guerra de Dora

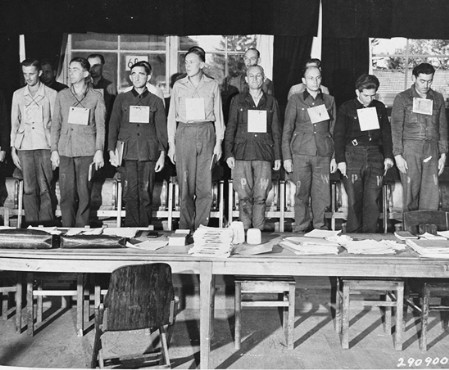
Dezesseis dos 19 réus de Dora em 1947.

O Julgamento de Dora de 1947 condenou oficiais da SS e kapos de campos de concentração, enquanto 3 cientistas do programa de foguetes V-2 foram implicados (2 após o julgamento) e exonerados de crimes de guerra nazistas no Mittelwerk. Em 19 de maio de 1947, o ex-chefe da instalação de Mittelwerk, Georg Rickhey, foi extraditado para a Alemanha de Wright Field nos Estados Unidos e absolvido de crimes de guerra no Julgamento de Dora. Arthur Rudolph, depois de imigrar para os Estados Unidos e desempenhar papéis importantes nos programas de mísseis Pershing e Apollo, foi forçado a renunciar à cidadania americana e retornar à Alemanha; o governo da Alemanha Ocidental, citando o estatuto de limitações, nunca o acusou e acabou concedendo-lhe a cidadania. Wernher von Braun, o Diretor Técnico de uma instalação separada no Centro de Pesquisa do Exército de Peenemünde, visitou o Mittelwerk em 25 de janeiro de 1944, e um autor de 1991 alegou ter testemunhado os crimes de guerra de Mittelwerk e Buchenwald.

### Ruínas
Depois que um novo túnel de entrada foi escavado no antigo túnel ferroviário A em 1995, 710 metros do sistema de túneis foram abertos para os visitantes. Grandes partes do sistema são inundadas por águas subterrâneas, enquanto outras partes colapsam. Após a reunificação da Alemanha, os túneis foram frequentemente saqueados por caçadores de tesouros que obtiveram acesso através da mina privada no norte do Kohnstein.
Willi Kramer, um arqueólogo e cientista alemão que mergulhou no sistema de túneis em 1992 e 1998, estimou que 70 toneladas de material foram roubadas. O acesso por essas entradas não foi garantido até 2004, quando a mina entrou em insolvência.